# Linha Gin Drinkers

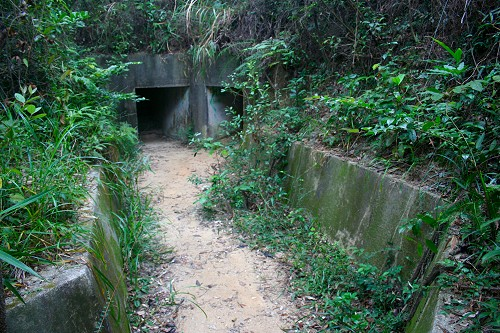
Vestígios do Shing Mun Redoubt

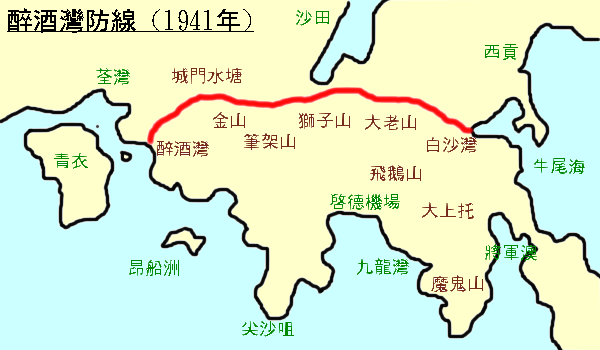
Mapa da linha Gin Drinkers

A Gin Drinkers Line (em chinês:  醉酒灣防線) era uma linha de defesa fortificada construída a partir de 1936 pelas forças britânicas para se protegerem da ameaça japonesa. A linha, que tem o nome da baía Gin Drinkers perto de Kwai Chung, foi chamada  "Linha Maginot Oriental", ligando vários cumes que separam Kowloon e os Novos Territórios.
Constituída por bunkers, trincheiras e batarias de artilharia, esta linha fortificada foi pensada para impedir o avanço de tropas japonesas durante pelo menos seis meses. Aquando do ataque japonês a Hong Kong em finais de 1941, os japoneses temeram esta linha prevendo duros combates para a ultrapassar. Entretanto, a linha Gin Drinkers era bem bastante fraca, deficientemente equipada e armada - um forte que deveria ser defendido por 120 homens não tinha mais que 30 - e não pôde resistir ao avanço japonês. Os britânicos, de facto, abandonaram a linha e toda a área de Kowloon refugiando-se na ilha de Hong Kong.  